# Michael Palin
Sir Michael Edward Palin (* 5. května 1943, Broomhill, Anglie) je britský komik, spisovatel a jeden ze šesti členů komediální skupiny Monty Python. Studoval historii na univerzitě v Oxfordu, kde se seznámil s Terrym Jonesem, se kterým později společně psal skeče pro různé show na BBC. V roce 1966 si vzal svou současnou manželku Helenu Gibbinsovou, se kterou má tři děti. Poté, co seriál Monty Pythonův létající cirkus v roce 1974 skončil, se Palin věnoval další herecké práci. Hrál ve filmech Jabberwocky, All You Need Is Cash, Misionář a dalších. Hrál také sovětského politika Vjačeslava Molotova v satirické černé komedii Ztratili jsme Stalina z roku 2017. V 80. letech 20. století se začal věnovat natáčení pořadů o cestování pro televizi BBC. Vždy po natočení pořadu vydal o příslušné cestě knihu. Jako první byla vydána kniha Kolem světa za 80 dní, inspirovaná stejnojmennou knihou Julese Verna. Následovaly knihy Pole to pole (Od pólu k pólu), Full circle (Kolem dokola) a další. Cestovat nepřestal ani v seniorském věku. Navštívil Brazílii a Severní Koreu a vytvořil o těchto zemích televizní pořady Brazílie s Michaelem Palinem (2012) a Michael Palin v Severní Koreji (2018). Kromě cestopisů napsal také několik knih pro děti.

## Společenská ocenění
Za jeho působení v televizi mu byl roku 2000 udělen Řád britského impéria. Od roku 2009 do 2012 byl prezidentem Royal Geographical Society. V říjnu 2018 udělila Královská kanadská geografická společnost Palinovi medaili Louie Kamookak za pokrok v geografii za knihu o historii polárního průzkumného plavidla HMS Erebus.

## Cestopisy
- Cesta kolem světa za 80 dní (Around the World in 80 Days) (1989)
- Od pólu k pólu (Pole to Pole)[1] (1992)
- Kolem dokola (Full Circle)[2] (1997)
- Michael Palin's Hemingway Adventure[3] (2004) EN
- Sahara (2002)
- Himalaya[4] (2004) EN
- New Europe[5] (2007) EN
- Brazil[6] (2012) EN
- Zápisky ze Severní Koreje (North Korea Journal)[7] (2019)

Všechny tyto knihy, kompletní a nezkrácené, je možno si bezplatně přečíst na webových stránkách Michaela Palina.
Knihy, označené EN zatím (06/2021) česky nevyšly.